# Rolf Nilsson (företagare)
Rolf Göran Richard Nilsson, född den 7 juli 1930 i Åskloster, död den 6 juli 2015 i Varberg, var en svensk företagare.
Rolf Nilsson grundade 1955 firman Skodon i Åskloster, vilken med tiden utvecklades till skogrossistföretaget Nilson Group, omfattande bland annat butikskedjorna DinSko och Skopunkten. Det var också Nilsson som introducerade det under 1980-talet kända gymnastik- och löparskomärket Lejon.
Rolf Nilsson är gravsatt på Östra kyrkogården i Varberg.